# Dänische Südsee

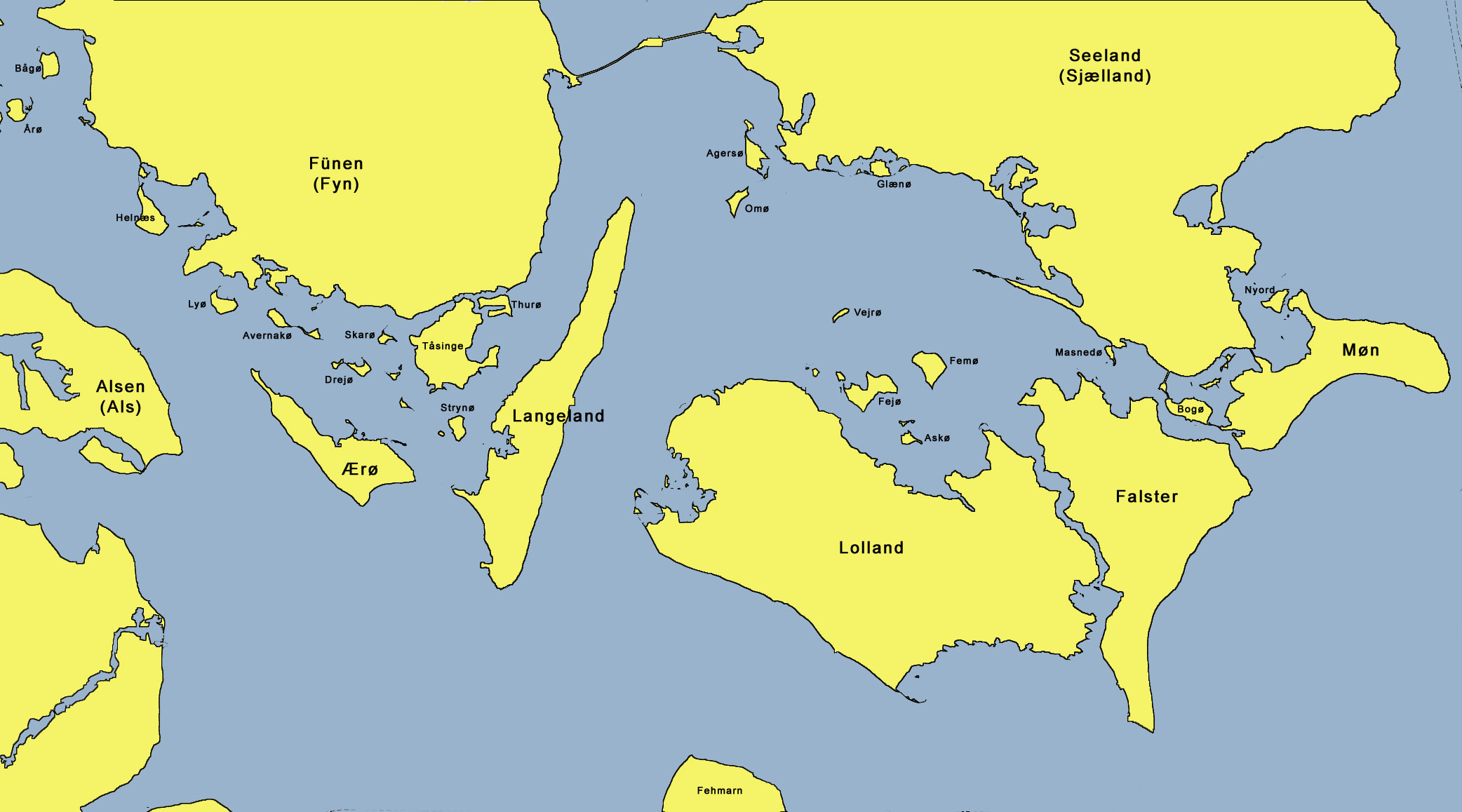
Dänische Südsee

Die Dänische Südsee (dänische Seemannssprache: dansk sydhav) ist eine deutsche Bezeichnung für den dänischen Teil der Ostsee (meist: das Segelrevier) südlich des Großen und Kleinen Belts (jeweils im engeren Sinne, also ohne Alsenbelt und Langelandsbelt) rund um die dort befindlichen dänischen Inseln.
In der Dänischen Südsee befinden sich neben der großen Insel Fünen die Inseln Als, Langeland, Ærø, Lolland, Falster, Møn und viele weitere kleine Inseln.

## Begriffsgeschichte
Der Begriff Dänische Südsee wird meist nur für die Gewässer verwendet. Die Landmasse dieser Region wird hingegen eher als dänische Inselwelt bezeichnet. Möglicherweise ist der Begriff nicht nur geographischen dänischen, sondern auch metaphorischen Ursprungs: In der (romantischen) Literatur wurde die Lieblichkeit der Landschaft mit den „exotischen“ Gewässern der Südsee verglichen. In jedem Fall ist dansk sydhav inzwischen ein fester Begriff und wird auch unter deutschen Seglern verwendet.

## Abgrenzung von dänischen Begriffen

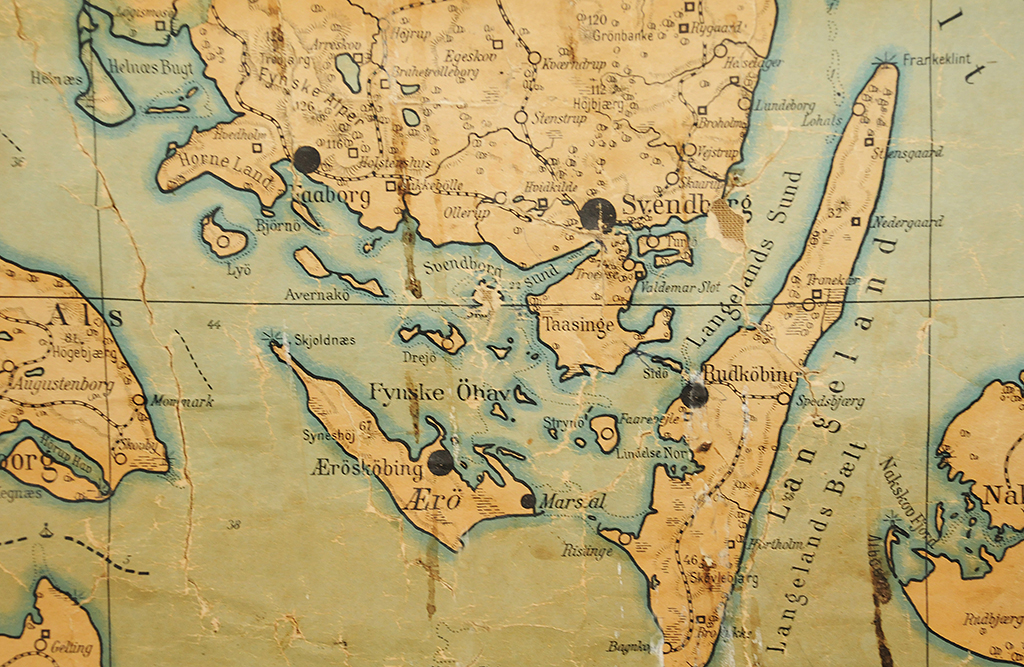
Detailkarte Fynske Øhav (1890)

Im Dänischen verbreiteter ist der Begriff det sydfynske øhav (deutsch: südfünisches Inselmeer) als Beschreibung der Inselwelt südlich der Insel Fünen; er ist mit mehr als 55 Inseln, kleinen Inseln und Holmen geographisch jedoch nicht deckungsgleich mit dem deutschen Begriff Dänische Südsee.
Das im Dänischen det sydfynske øhav genannte Gebiet hat als Nordgrenze die Halbinsel Helnæs im Westen über die Sydfynske Alper (deutsch südfünische Alpen) bei Korinth und Kirkeby bis nach Lundeborg im Osten und östlich bis nach Langeland. Der Archipel, der geologisch als überschwemmte Moränenlandschaft beschrieben wird, hat eine Ausdehnung von etwa 480 km². Die unter dem Begriff Dänische Südsee aufgeführten Inseln Lolland, Falster und Møn gehören nicht dazu.
Smålandsfarvandet (dt. wörtlich „Kleinlandsgewässer“) ist die Bezeichnung für das Meer zwischen Lolland, Falster, Møn und Seeland. Land war früher ein häufiges Wort für Insel in der dänischen Sprache, neben ø  und øland.
Die Bezeichnung Sydhavsøerne („Südseeinseln“) wird, oft humoristisch, für die Inseln südlich von Fünen und, noch häufiger, südlich von Seeland verwendet (Lolland-Falster).